# Joseph Schmidt
Pour les articles homonymes, voir Schmidt.
Scènes principales
1937 : Carnegie Hall
Joseph Schmidt, né le 4 mars 1904 à Davideni dans le district de Storojynets en Bucovine et mort en Suisse le 16 novembre 1942 à Girenbad (sv), est un ténor lyrique autrichien et roumain.

## Biographie

### Enfance et formation
En plus de l'allemand, qui est sa langue natale, et le yiddish, il étudie l'hébreu (liturgique) et parle couramment roumain, français et anglais. Enfant, Joseph Schmidt chante pour la première fois en tant qu'alto à la synagogue de Cernăuți alors devenue Roumaine. Il grandit dans la plus pure tradition des cantors — khazns — qui sont des musiciens formés à l'art vocal afin de guider la synagogue dans la prière juive chantée,.

### Premiers concerts
Ses talents sont rapidement reconnus et, en 1924, il présente son premier récital — en qualité de soliste — à Tchernivtsi en y interprétant des chansons traditionnelles juives ainsi que des airs de Verdi, Puccini, Rossini et Bizet. Il s'installe alors à Berlin pour y prendre des leçons de piano et de chant à la Königliche Musikschule auprès du professeur Hermann Weißenborn. Il revient ensuite en Roumanie pour y effectuer son service militaire.

### Carrière radiophonique
En 1929, il retourne à Berlin où Cornelis Bronsgeest (en), un célèbre baryton néerlandais, l'engage pour une émission de radio dans le rôle Vasco da Gama de L'Africaine de Meyerbeer. Sa diffusion inaugure le début d'une carrière internationale couronnée de succès. En raison de sa petite taille (il mesurait un peu plus de 1,50 m), une carrière sur la scène était impossible,. Mais sa voix était très bien adaptée pour la radio. Il fait de nombreux enregistrements, d'abord pour Ultraphone, puis pour Odeon / Parlophone et Telefunken. Il est présenté dans de nombreuses émissions de radio et joue dans plusieurs films aussi bien en allemand qu'en anglais.

### Émergence du nazisme et judéité
Alors que Joseph Schmidt obtient ses plus grands succès lors de la montée du nazisme en Allemagne, il apparaît inversement que, quelques années plus tard, le Parti national-socialiste des travailleurs allemands n'aura de cesse d'interdire aux artistes et écrivains juifs de travailler. Le 20 février 1933, le ténor se produit pour la dernière fois à la radio allemande en y interprétant Le Barbier de Bagdad. Une semaine plus tard, l'accès à la station de radiodiffusion lui est formellement interdit.

### Fuite
Après la première de son film, Ein Lied geht um die Welt (de), le 9 mai 1933, il s'enfuit en décembre de la même année, d'abord en passant par Vienne, puis, en 1934, il effectue une tournée en Palestine mandataire. En 1937, il part en tournée aux États-Unis et joue le 7 mars 1937 au Carnegie Hall avec d'autres chanteurs de renom dont, notamment, la cantatrice & actrice Grace Moore et la soprano colorature allemande Erna Sack.

### Fin de vie

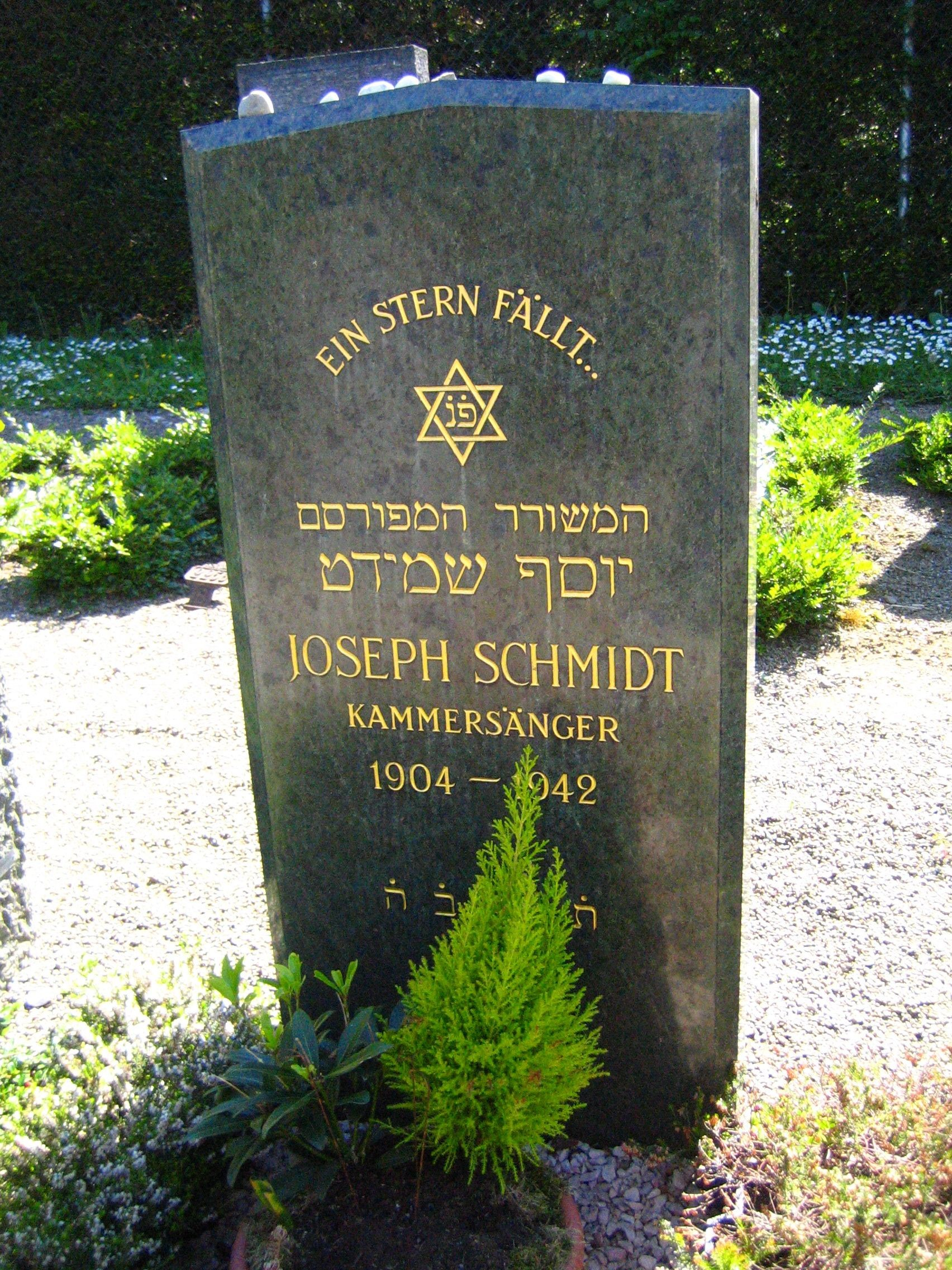
Tombe de Joseph Schmidt à Zürich-Wiedikon

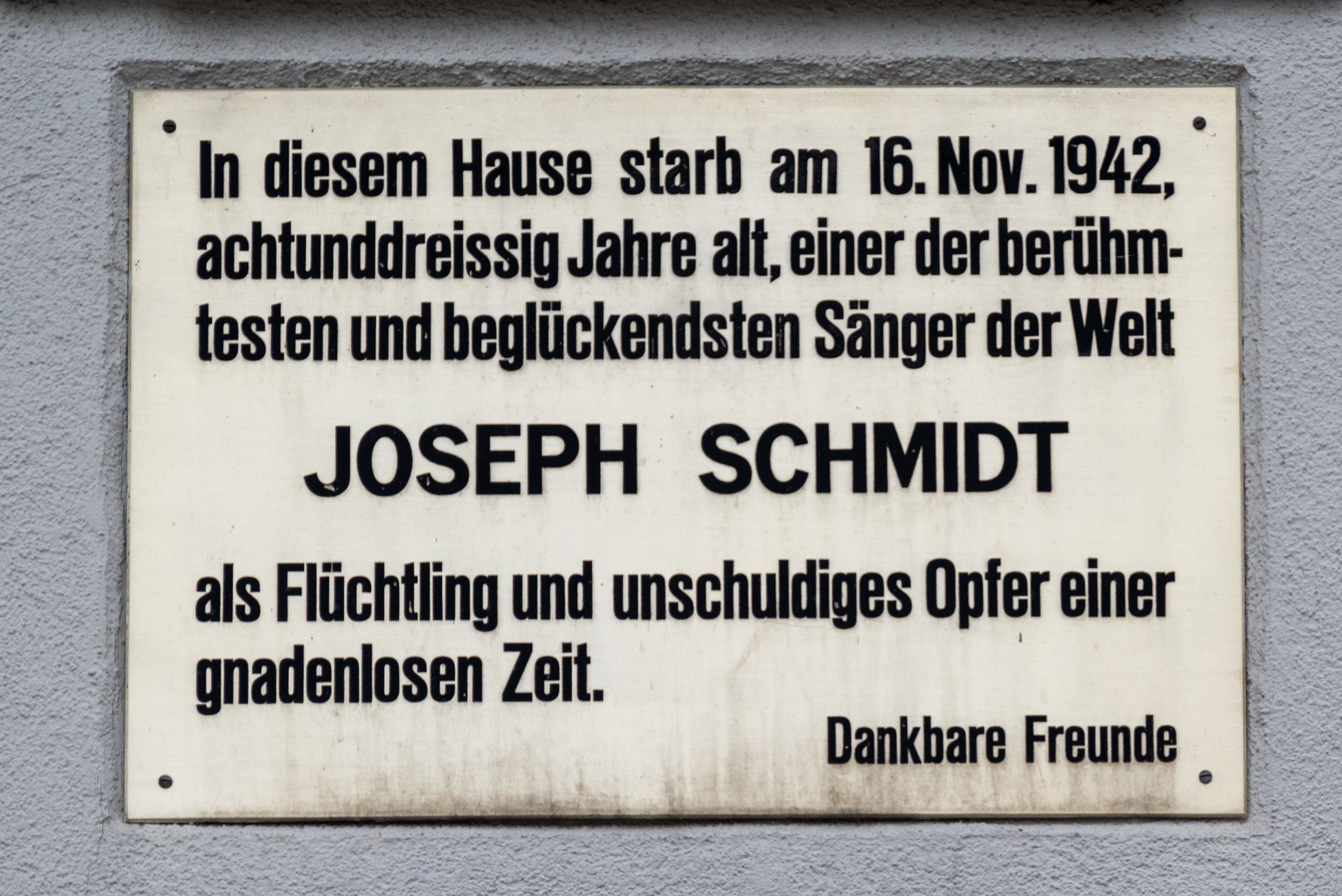
Plaque commémorative apposée à l'entrée du restaurant Waldegg à Girenbad où Joseph Schmidt a vécu ses derniers instants le 16 novembre 1942.

En 1939, il rend visite à sa mère à Tchernivtsi pour la dernière fois. Lorsque la Seconde Guerre mondiale éclate cette année-là, il est emprisonné en France au Camp des Milles à la suite de l'invasion allemande. Il tente de s'expatrier vers Cuba mais son plan échoue. Après avoir traversé seul et à pied la frontière suisse, il est interné en octobre 1942 dans un camp de réfugiés en Suisse près de Zurich dans le village de Girenbad (sv). La santé de Joseph Schmidt décline inexorablement. Il est traité pour une infection de la gorge à l'hôpital de Zurich. Il se plaint concomitamment de douleurs à la poitrine. Malheureusement, sa condition précaire n'est pas prise en compte par les médecins. Ceux-ci croient erronément à une simulation. Conséquence : Joseph Schmidt est renvoyé de l'établissement le 14 novembre 1942 sans avoir pu bénéficier de soins adéquats en dépit de ses demandes réitérées.
Deux jours plus tard, le 16 novembre 1942, alors qu'il se trouve dans une auberge, le chanteur s'effondre. L'hôtesse le laisse se reposer sur son canapé. Peu de temps après, elle remarque qu'il ne respire plus. Joseph Schmidt vient de succomber à une crise cardiaque à l'âge de 38 ans. Ironie du sort, il devait réceptionner son permis de travail suisse (de) le lendemain de son décès. Cet atout lui aurait permis de se déplacer sans encombre dans tout le pays.
Une plaque est apposée à l'entrée du restaurant Waldegg où Joseph Schmidt a rendu son dernier souffle,.
Sa mère fait inscrire « Une étoile tombe,, » sur la pierre tombale n° 2231 qui lui est érigée, faisant implicitement allusion au film — sorti en allemand sur les écrans autrichiens en décembre 1934 — dans lequel son fils joue et chante le rôle principal : « Une étoile tombe du ciel, ».
Joseph Schmidt repose au cimetière israélite « Friedhof Unterer Friesenberg (de) » de Zurich situé dans le quartier de Wiedikon (de).

### Héritage musical
Surnommé « Le Caruso juif,, » ou encore « le Caruso radiophonique, » — voire, un jour, au cours d'une tournée américaine, en référence à sa petite taille : « le Caruso de poche, » —, Joseph Schmidt s'inscrit dans la lignée des plus grands ténors des années trente,.
Dans History of the tenor, Sydney Rhys Barker évoque « une voix de ténor lyrique suave, à l'aigu aisé pouvant atteindre des hauteurs aussi vertigineuse qu'un contre-ré ... [au] timbre lumineux seyant idéalement aux Lieder schubertiens ainsi qu'aux opérettes de Franz Lehár », précisant que « les enregistrements de ses chansons populaires ont constitué les best-sellers de l'époque, ».
Le journaliste et critique musical Bruce Eder le décrit comme « l'une des voix les plus transcendantes du siècle », ajoutant que « s'il avait vécu ne serait-ce qu'une décennie supplémentaire, il eût représenté un artiste lyrique unique que les studios d'enregistrements se seraient vraisemblablement arrachés. Cet atout lui aurait ainsi permis de graver sa voix pour la postérité — sur des supports LP (et non  non plus sur des 78 tours) — tous les plus grands rôles de ténor lyrique que compte le répertoire italien, français et allemand, outre l'opérette dans laquelle Joseph Schmidt excellait conjointement. En ajoutant encore quelques années de bonus à sa (trop) courte vie et, surtout, en lui conférant une orientation un tant soit peu plus normale et moins traumatisante, il eût alors été fort à parier que sa voix eût allégrement défié d'autres carrures d'envergure telles que le célèbre Luciano Pavarotti des années 1960. De plus, si la nature l'avait doté d'une taille physique davantage conforme aux attentes scéniques protocolaires en vigueur, il eût également brillamment incarné ces mêmes personnages avec une maestria au moins égale à celle du grand Caruso préfigurant le tournant du siècle ou du même Pavarotti des années 1960 et 1970 précitées. Fort heureusement, il nous reste au moins ses enregistrements effectués principalement pour EMI entre 1929 et 1937. Nonobstant les limitations audio techniques inhérentes aux gravures de cette époque, la beauté irrésistible de son timbre, le charme de ses interprétations et de sa musicalité hors pair transparaissent avec une acuité suffisamment perceptible pour que chaque auditeur puisse se faire une idée approximative de ce que la technique moderne aurait pu en restituer,. »

« Un destin exceptionnel tragiquement abrégé par les égarements pernicieux découlant de la folie raciale,. »

— Rena Jacob

### Hommages posthumes

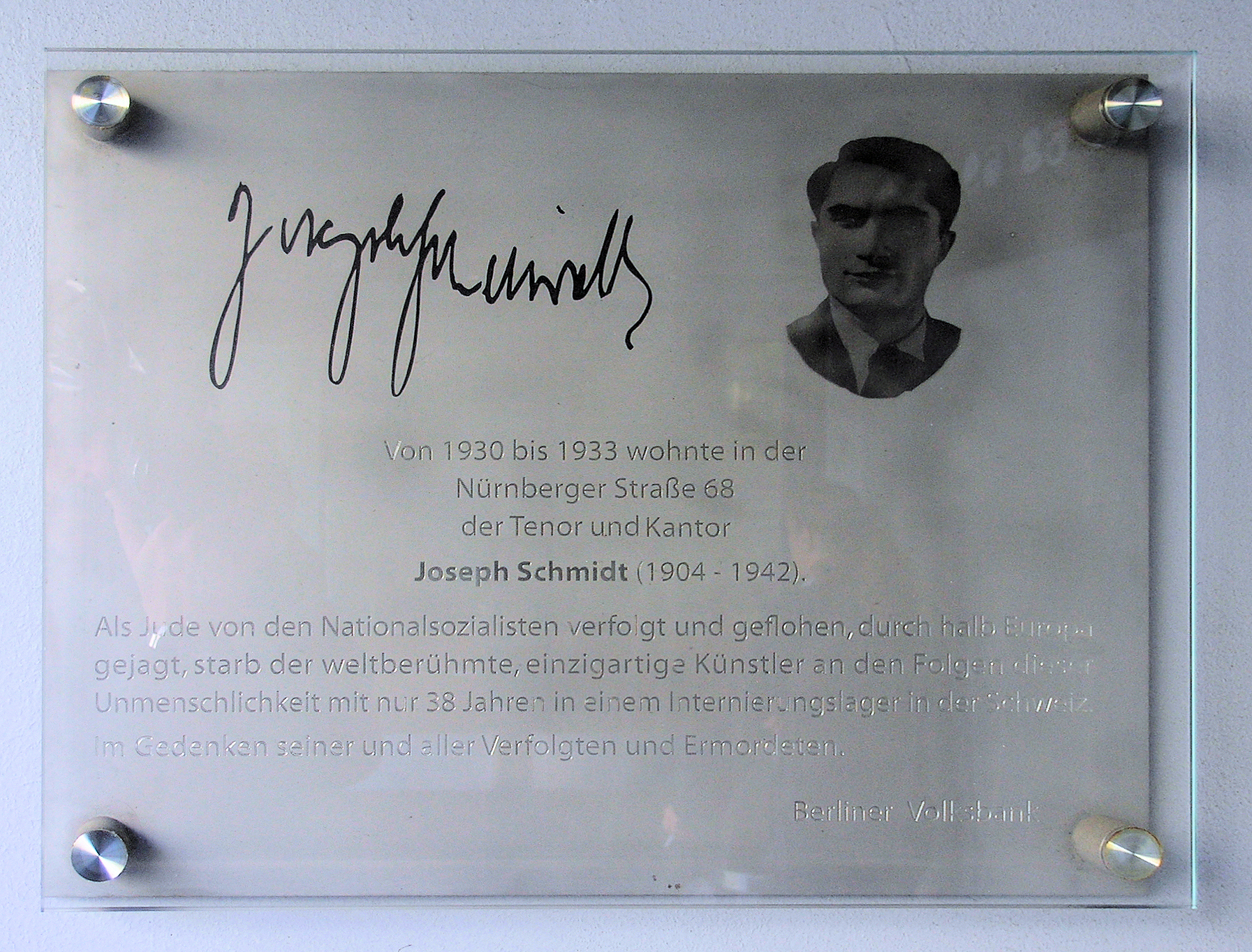
Plaque commémorative érigée à la mémoire de Joseph Schmidt au 68 Nürnberger Straße à Berlin-Schöneberg.

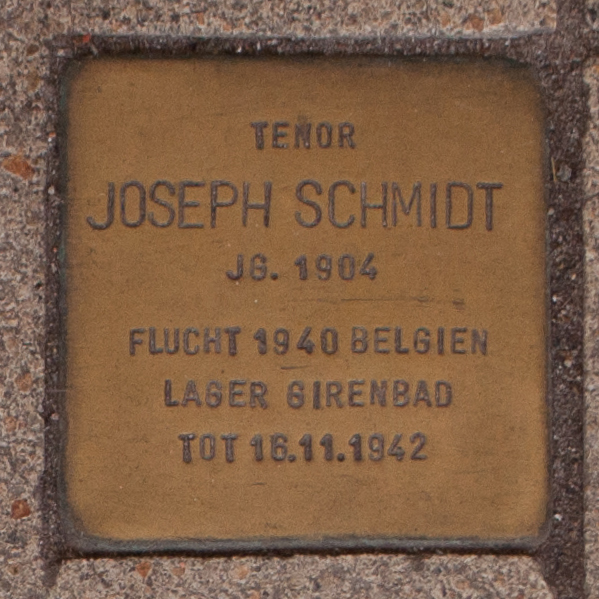
Stolperstein encastré dans le sol au 28 Dammtorstraße à Neustadt.

Le 23 avril 2007, l'artiste berlinois Gunter Demnig fait encastrer une Stolperstein au 28 Dammtorstraße à Neustadt face à l'Hamburgische Staatsoper : 

« Joseph Schmidt, ténor, né en 1904, fugitif en Belgique en 1940 puis détenu en Suisse à Girenbad (sv) où il décède le 16 novembre 1942. »

En mars 2014, la Deutsche Post fait imprimer un timbre postal de 0,55 € à l'effigie de Joseph Schmidt pour célébrer le centenaire de sa naissance. La partition musicale sise à l'arrière-plan affiche l'emblème de l'un de ses films, sorti en 1933 :  

« Deutsche Post – 2014 – Joseph Schmidt (1904-1942) – Ein Lied geht um die Welt (de) »

En juillet 2007, une plaque commémorative est apposée par la Berliner Volksbank (de) au numéro 68 de la Nürnberger Straße (de) dans le quartier de Schöneberg où Joseph Schmidt a résidé de 1930 à 1933. Il y est inscrit l'épitaphe suivante : 

« Le ténor et cantor hazzan Joseph Schmidt (1904-1942) a vécu ici de 1930 à 1933 au 68 Nürnberger Straße. Cible élective du nazisme en raison de sa judéité, fugitif et poursuivi à travers l'Europe, il est mort prématurément à 38 ans alors qu'il séjournait dans un camp d'internement en Suisse. Cette plaque commémorative est érigée en mémoire de cet artiste d'exception — de renommée mondiale — persécuté et assassiné par le fruit de l'inhumanité,. »

— Berliner Volksbank

## Filmographie
- 1931 : Der Liebesexpreß de Robert Wiene
- 1932 : Goethe lebt...!
- 1932 :Gehetzte Menschen
- 1933 : Ein Lied geht um die Welt (de)
- 1934 : Wenn du jung bist gehört Dir die Welt
- 1934 :Ein Stern fällt vom Himmel
- 1936 : Heut' ist der schönste Tag in meinem Leben
- 1936 :A Star Fell from Heaven England